# Московское общество любителей аквариума и комнатных растений

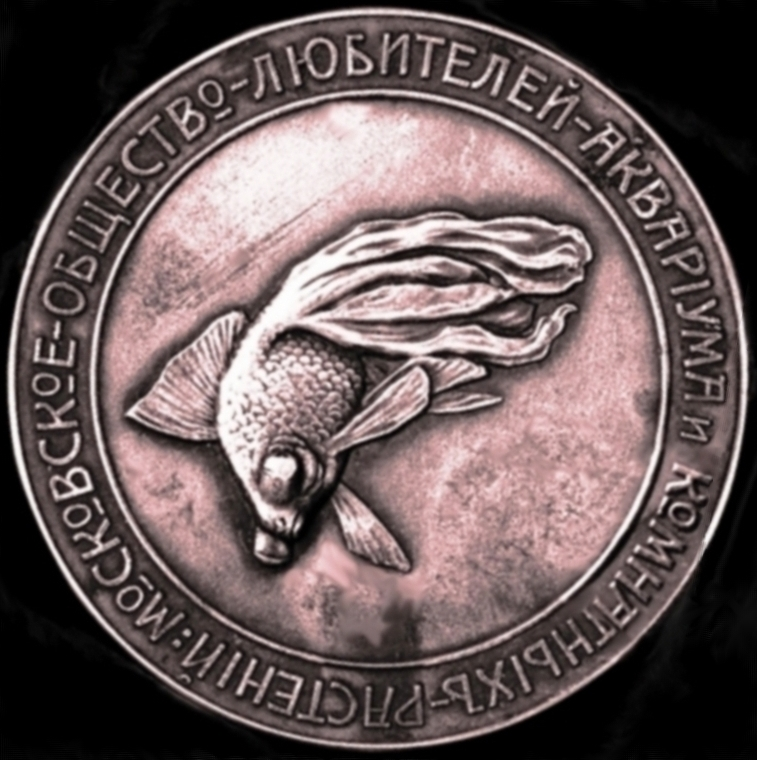

Московское общество любителей аквариума и комнатных растений — естественнонаучное общество, существовавшее в Москве с 1899 по 1917 год.

## История
В 1899 году группой членов Императорского Русского общества акклиматизации животных и растений образован «Кружок любителей аквариума и террариума». Кружок занимался популяризацией научных знаний и успехов аквариумистов и становится всё более известным. В 1902 году председателем кружка стал Н. Ф. Золотницкий. В 1905 году кружок был преобразован в «Московское общество любителей аквариума и комнатных растений». Заседания членов общества проходили дважды в месяц, в собственном помещении общества На Сретенке, в доме церкви Троицы в Листах; в 1912 г. общество переехало на Мясницкую ул., в дом № 35. На заседаниях заслушивались сообщения учёных, доклады аквариумистов и растениеводов. Кроме того, Золотницкий ввёл в промежутках так называемые «малые пятницы» — просто беседы, обмен мнениями, показ рыб и растений.
Председателем общества все годы бессменно оставался Н. Ф. Золотницкий. Товарищами председателя (заместителями) выбирались В. В. Келлер и Ф. А. Энгель. Много лет в Правлении общества работали: М. А. Величковский, Н. П. Виноградов, К. К. Гиппиус, Г. Г. Треспе, С. Н. Яковлев. Обязанности секретаря исполнял А. А. Столль, затем В. А. Кемпе. Из состава действительных членов общества формировались  конкурсная и экспертные комиссии (по растениям и по рыбам). В 1913—1917 гг. при обществе работала в просветительских целях школьная комиссия под руководством B. А. Кемпе.
Общество насчитывало свыше 400 членов, среди них: С. А. Балавинский, М. Н. Брашнин, К. П. Воскресенский, М. И. Голенкин, Л. Н. Давыдов, П. М. Катков, С. В. Корнилов, А. П. Ланговой, Э. А. Мейер, В. С. Муралевич, В. А. Погоржельский, И. И. Трояновский, Ф. А. Усольцев, В. К. Феррейн, П. В. Харко, Л. А. Шелюжко. Почётными (непременными) членами общества являлись московский губернатор В. Ф. Джунковский, промышленник С. В. Мамонтов, профессора А. Ф. Брандт, В. П. Зыков, Н. Ю. Зограф, Д. Н. Кайгородов, Н. Ф. Кащенко, Г. А. Кожевников, Н. А. Оболонский, В. А. Тихомиров. Среди иностранных членов-корреспондентов общества: вице-президент Французского общества Садоводства Д. Буа, германский садовод М. Гесдерфер, профессор биологии В. Рот.
В 1908 г. по инициативе и под руководством Г. А. Кожевникова была организована летняя станция общества в Косине, приспособленная для гидробиологических научных исследований, для изучения Белого и Святого озер.

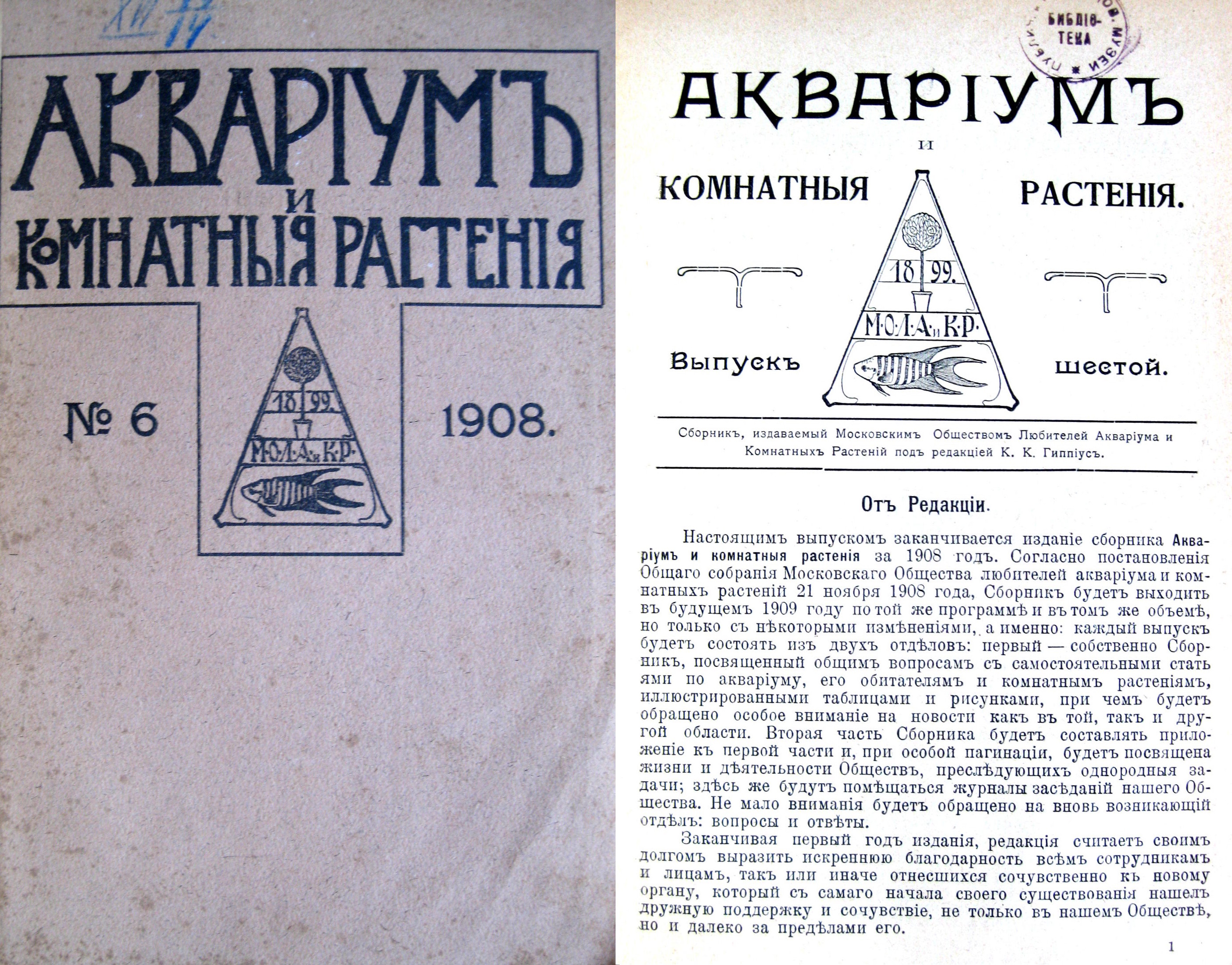
Обложка и первая страница сборника № 6, 1908

В 1911 г. общество провело крупную выставку аквариумов и растениеводства в Московском зоологическом саду, которую посетило свыше 100 000 человек.
За годы своей работы общество много сделало для развития аквариумистики.

## Печатные труды Общества
С 1908 г. Общество выпускало периодический (от 6 до 10 выпусков в год) сборник трудов «Аквариум и комнатные растения», под редакцией К. К. Гиппиуса. Каждый выпуск сборника включал себя статьи и доклады членов общества, иллюстрированные таблицами, рисунками и фотографиями, и раздел с подробными отчетами о событиях жизни и деятельности общества. Также велись разделы «Вопросы и ответы», «Библиография», «Новости».